# Hockey Club Candy Monza 1965
Questa voce raccoglie le informazioni riguardanti l'Hockey Club Candy Monza nelle competizioni ufficiali della stagione 1965.

## Maglie e sponsor
| 1ª divisa |

## Rosa
| N° | Naz.              | Ruolo | Sportivo            |  |  |  |
| -- | ----------------- | ----- | ------------------- |  |  |  |
| ?  | Italia (bandiera) | E     | Amati               |  |  |  |
| ?  | Italia (bandiera) | E     | Gualtiero Bortolini |  |  |  |
| ?  | Italia (bandiera) | E     | Cesare Bosisio      |  |  |  |
| ?  | Italia (bandiera) | E     | Emilio Levati       |  |  |  |
| ?  | Italia (bandiera) | E     | Filippo Maiocchi    |  |  |  |
| ?  | Italia (bandiera) | E     | Giampaolo Motta     |  |  |  |
| ?  | Italia (bandiera) | E     | Giuseppe Pessina    |  |  |  |
| ?  | Italia (bandiera) | P     | Piazza              |  |  |  |
| ?  | Italia (bandiera) | E     | Vincenzo Villa      |  |  |  |

- Allenatore:  Bruno Bolis